# 大麝香龜
大麝香龜（學名：Staurotypus triporcatus）又名墨西哥巨蛋龜、墨西哥巨型麝香龜、三弦巨型鷹嘴泥龜、三弦麝香龜，是麝香龜亞科大麝香龜屬中的一種龜種，主要生活於中美洲和墨西哥。

## 分佈
- 墨西哥：坎佩切、恰帕斯、尤卡坦州、金塔納羅奧州、塔巴斯科州、韋拉克魯斯
- 伯利茲
- 危地馬拉
- 洪都拉斯

## 簡介
牠們的體型通常遠遠大於其他種類的麝香龜 ，體長可達36厘米，甲殼普遍較長，而雄性的明顯比雌性小。甲殼主要是棕色、黑色或綠色，有三條脊稜，幼龜的甲殼會有白色的放射紋，但會隨年齡的增長的減退；底甲為黃色。

## 飲食
像其他麝香龜種一樣，牠們是肉食性的，會進食不同類型的水生無脊椎動物以及魚類和腐肉 。